# بیلی باتگیت (فیلم)
بیلی باتگیت (انگلیسی: Billy Bathgate) فیلمی آمریکایی در سبک گانگستری به کارگردانی رابرت بنتون است که در سال ۱۹۹۱ منتشر شد. فیلمنامه این فیلم با اقتباس از رمان بیلی باتگیت اثر ای. ال. دکتروف نویسنده نامدار آمریکایی نوشته شده‌است. داستان این فیلم، روایت گروه‌های گانگستری در دوران رکود اقتصادی آمریکا در سال‌های ۱۹۳۰ و پیوستن پسربچه‌ای به نام بیلی باتگیت به دار و دسته داچ شولتس را بازگو می‌کند.

نیکول کیدمن برای این فیلم نامزد جایزه گلدن گلوب بهترین بازیگر نقش مکمل زن شد.

## بازیگران
- داستین هافمن
- نیکول کیدمن
- استون هیل
- لورن دین
- بروس ویلیس
- استیو بوشمی
- استنلی توچی
- مویرا کلی
- کوین کوریگان
- زاندر برکلی
- فرانسیس کونروی
- پل هرمن
- کاترین هوتن
- مایک استار